# Sodomieprocessen in Gent en Brugge in 1578

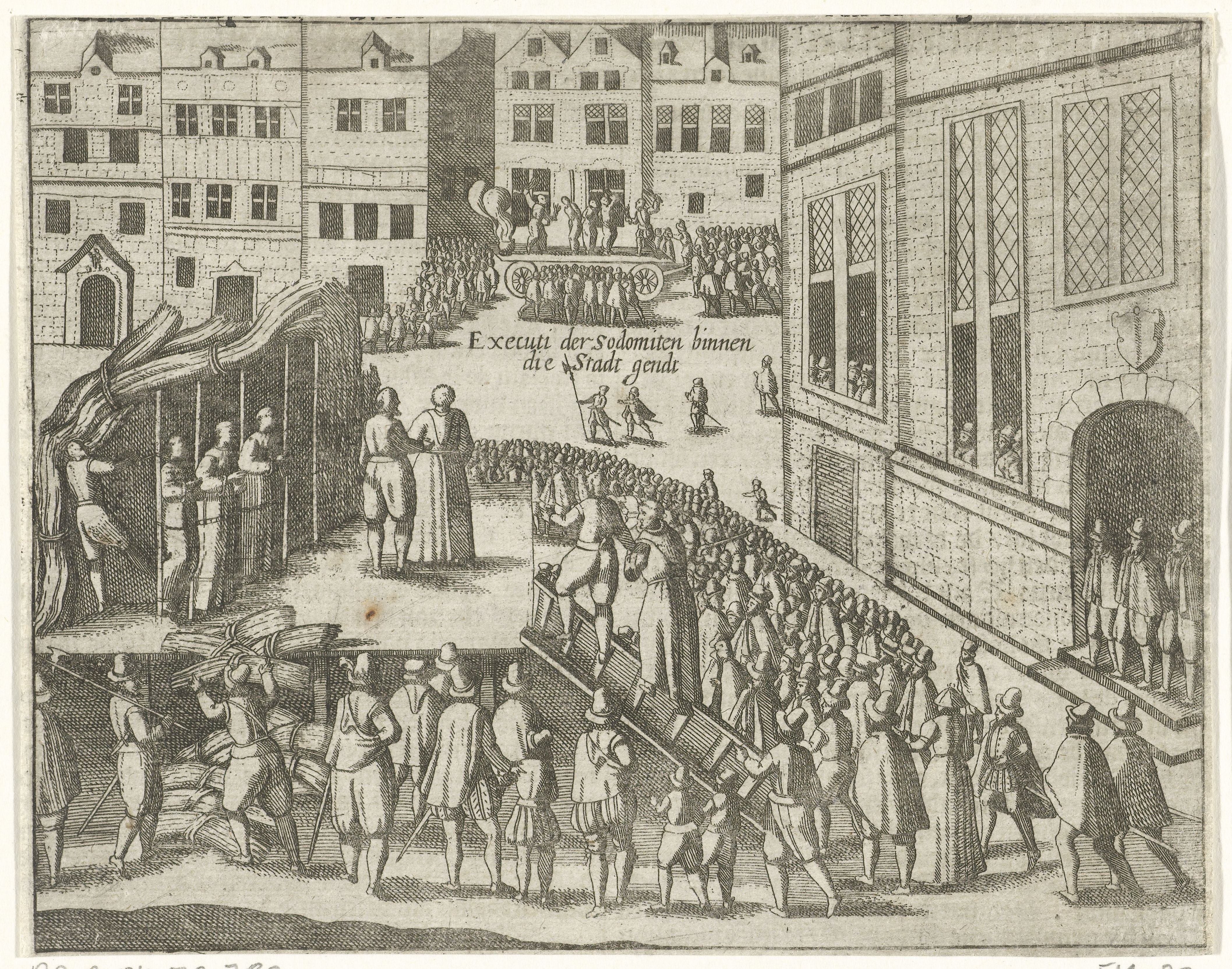
Terechtstelling van Gentse monniken op de Vrijdagmarkt op de brandstapel op 28 juni 1578

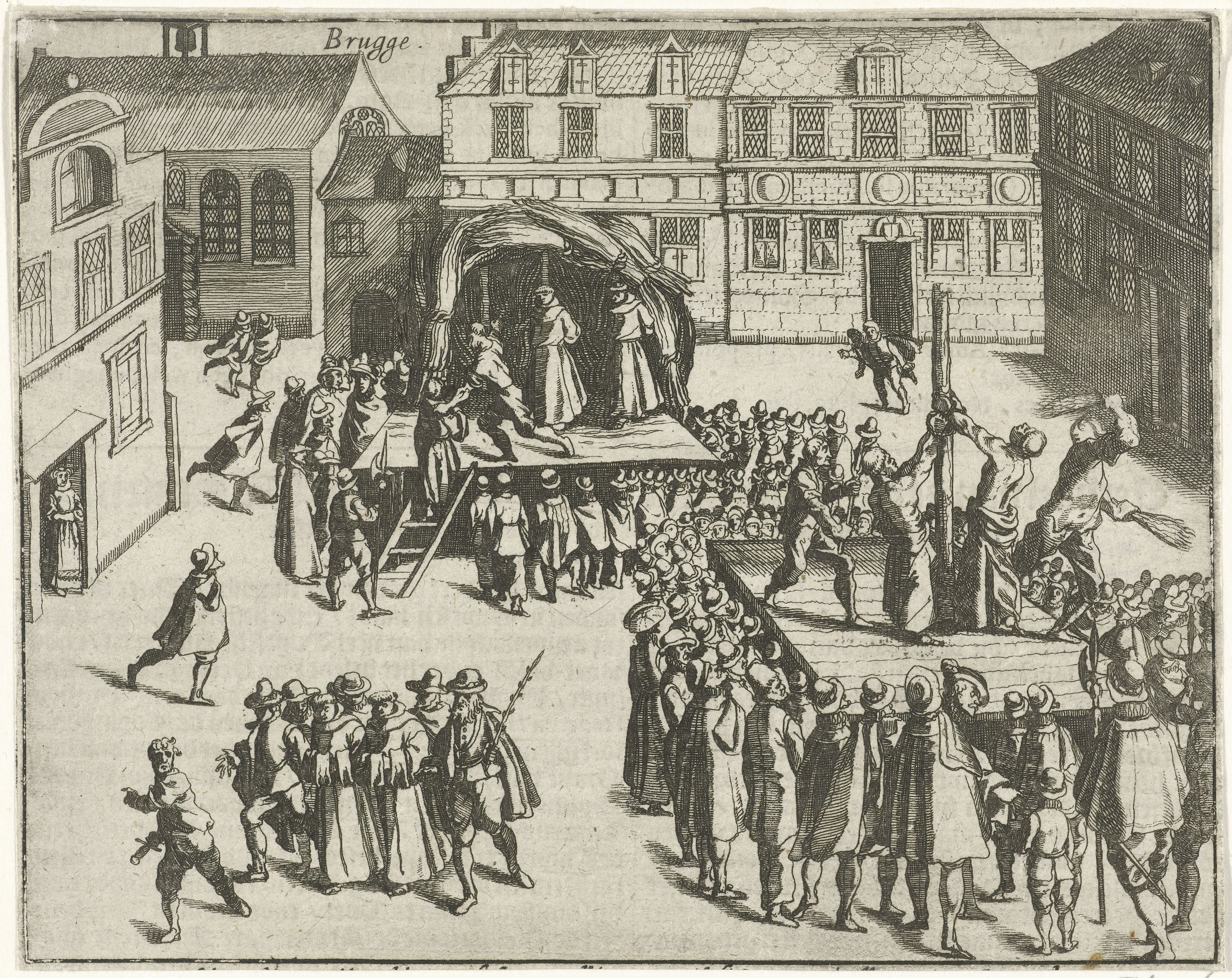
Terechtstelling van Brugse monniken op de brandstapel op de Burg op 26 juli 1578

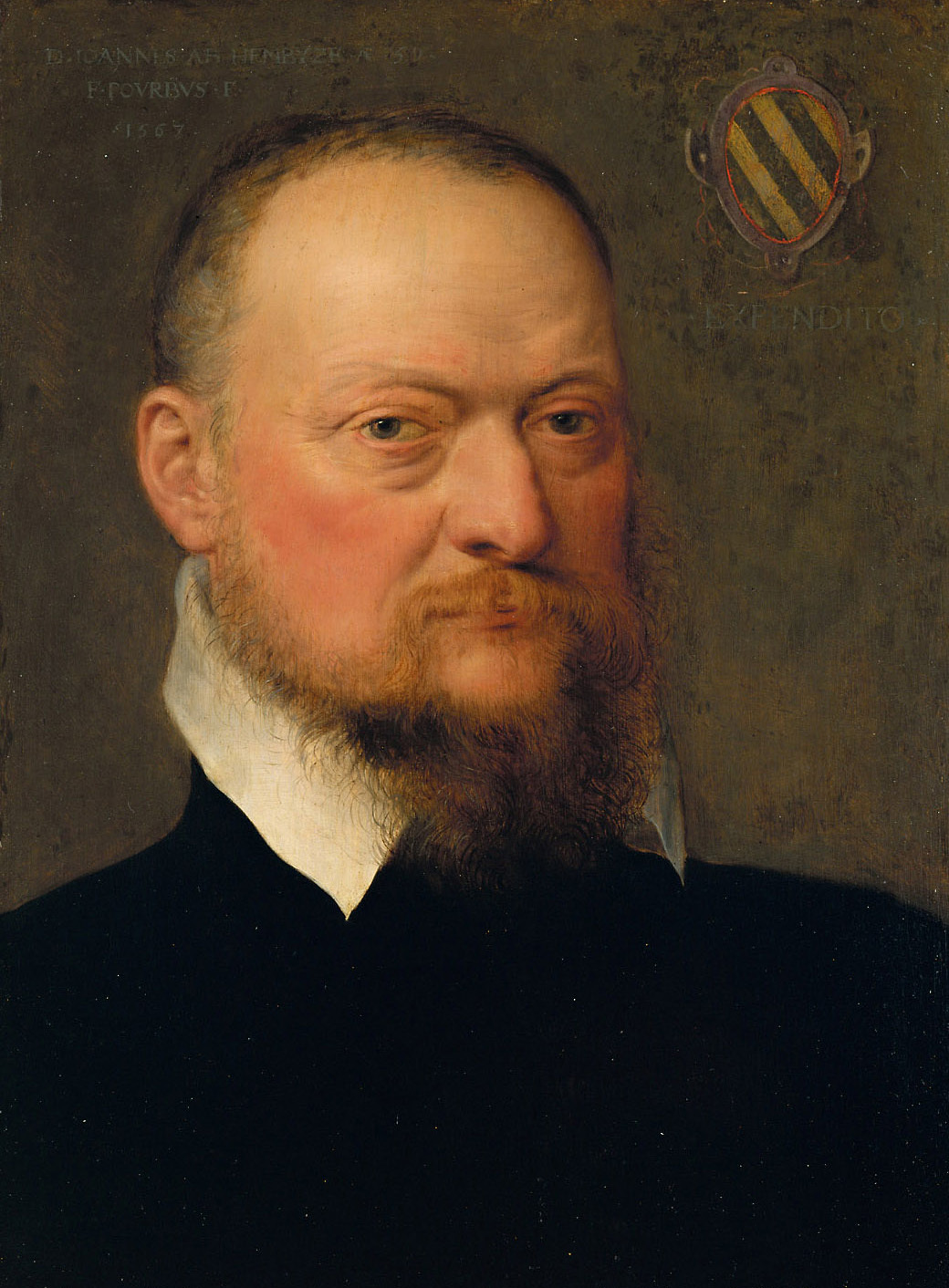
Portret van Jan van Hembyze door Frans Pourbus de Oudere

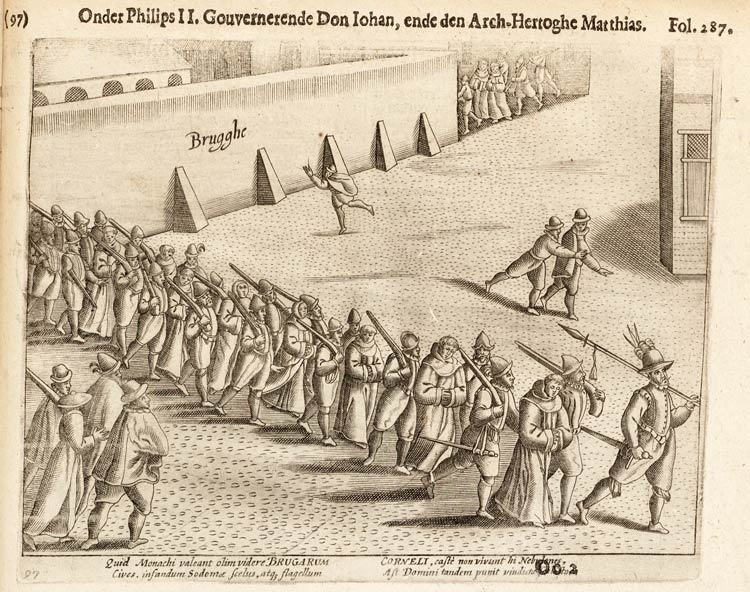
Verdrijving van de bedelmonniken uit de stad Brugge na de ontdekking van sodomie

In het kader van de Nederlandse Opstand vonden er in de late lente en de zomer van 1578 processen wegens sodomie plaats tegen bedelmonniken in Gent en Brugge. Acht van hen werden op de brandstapel terechtgesteld.

## Wat vooraf ging
In de door tweedracht verscheurde Lage Landen probeerde Willem van Oranje de saamhorigheid te herstellen. De Pacificatie van Gent (8 november 1576), op zijn initiatief tot stand gekomen, had tot doel de krachten te bundelen tussen de calvinistische, opstandige provinciën en de nog katholiek gebleven gewesten, teneinde de muitende soldaten uit het land te verdrijven en een vuist te maken tegen de tirannie van de Spaanse koning. Holland en Zeeland bleven calvinistisch, de andere gewesten katholiek, met dit verschil dat niemand meer om zijn geloofsovertuiging mocht vervolgd worden. Daardoor kwamen veel gereformeerde bannelingen terug uit de vluchtelingenkerken in het buitenland, en de calvinisten zagen de kans schoon om zich in veel Brabantse en Vlaamse steden meester te maken van de macht. 
In de stad zelf waar de Pacificatie gesloten was voerden de felle calvinisten Jan van Hembyze en François van Ryhove in de nacht van 28 op 29 oktober 1577 een spectaculaire staatsgreep uit, en installeerden er op 1 november een revolutionair “Comité der XVIII Mannen”. Militaire interventies in haast alle Vlaamse steden brachten overal een gelijkaardig regime aan de macht onder de heerschappij van Gent. Er zou een Gentse Republiek uitgeroepen worden, calvinistisch naar het voorbeeld van Genève, met verbod van uitoefening van het katholicisme. Zeven jaar hield Gent het uit tegen de machtigste monarchie van het Westen.

## Vervolgingen in Gent
De bedelmonniken, die beschouwd werden als de meest fanatieke verdedigers van het katholicisme, kregen het erg te verduren. Op 16 mei 1578 liep vanuit Brugge het bericht binnen dat enkele uitgelopen grauwbroeders daar gewag hadden gemaakt van seksuele mistoestanden in hun klooster, en dat het in Gent net zo was. Dat nieuws was een gelukstreffer voor de Gentse machthebbers, best geschikt voor hun propaganda: als de kampioenen van het katholicisme verdorven waren, dan was hun godsdienst dat evenzeer. 
In de daaropvolgende dagen werden acht minderbroeders en zeven augustijnen opgebracht onder verdenking van sodomie. Berechting van zulke mannen, vallend onder de klerikale immuniteit, kon normaal niet door een seculiere rechtbank geschieden. Hembyze trok zich daar niets van aan en vertrouwde de verhoren en processen toe aan de Raad van Vlaanderen, waar hij persoonlijk regelmatig naar de stand van zaken ging informeren. De verhoren hadden plaats in de folterkamer van het Gravensteen. Toen de bekentenissen niet vlot genoeg kwamen, overtuigde Hembyze zijn petekind, de jonge Clays Danneels, een augustijnennovice, met pluymstrijckerie toch maar te bekennen, dat hij dan zou gespaard worden. Hetgeen de jongen deed. Een minderbroeder pleegde zelfmoord. Ook de gardiaan Jan Taeye van het klooster van Hulst kwam in het vizier, op beschuldiging dat hij drie keer seks had gehad met een voormalige medebroeder, hem ghehouden heeft voor zyn meysen. Maar er waren geen harde bewijzen. Bewijzen waren er wél tegen vijf Gentse religieuzen: drie minderbroeders en twee augustijnen. Volgens de termen van het vonnis hadden ze zich seksueel laten misbruiken door oudere paters, “tot aan de daadwerkelijke bevrediging van hun vleselijke lusten, cum emissione seminis”. Ze werden op zaterdag 28 juni veroordeeld tot terechtstelling op de brandstapel. Vooraf waren drie broeders, bij wie hun vleselijke lust niet tot volkomen bevrediging had geleid, op een wagen tot voor het schepenhuis gevoerd, tot bloedens toe gegeseld en vervolgens weggejaagd uit de stad.
De terechtstellingen grepen plaats na de middag op de Vrijdagmarkt. Daar was een stellage met vijf palen opgesteld. Er was een massa volk. Het stadsbestuur nam plaats op het balkon van het Tooghuis (nu Keizershof) om het schouwspel bij te wonen. Toen het vuur werd aangestoken ontstond er hevig misbaar en geschreeuw. Clays Danneels riep naar zijn oom Jan van Hembyze op het balkon: “Peetgen, peetgen, eyst ditte, dat ghy my belooft hebt?” Samen met de anderen ging hij in de vlammen op. Er heerste een vreemde sfeer op de markt, er was rumoer bij de omstaanders, die luid vroegen waarom die nog zo jonge mensen moesten gedood worden. 

## Vervolgingen in Brugge
Na het lugubere schouwspel in Gent schoot ook Brugge in gang. De rechtsgang hier is uitvoeriger gedocumenteerd door de vondst van processtukken. Elf monniken werden in verdenking gesteld. Vijf, tegen wie de zwaarste beschuldigingen wogen, waren opgesloten in isoleercellen, omme de zelve te moghen houden verscheden. Onder de indruk van de onwezenlijke sfeer in de pijnkelder gingen sommige gevangenen spontaan tot bekentenis over. Anderen werden met roeden geslagen. Tijdens de verhoren werden de meest delicate vragen niet geschuwd. Zo kwam het onfrisse, soms zielige verhaal naar boven van wantoestanden in het grauwbroedersklooster: herhaalde brutale verkrachtingen van jonge novicen, tot zelfs in de schoolkamer, allerlei onzegbare perversiteiten, seksuele uitspattingen tijdens het kaartspel, wederzijds masturberen onder de pij tijdens de zangstonden, geen enkel gehoor noch vergiffenis in de biechtstoel. 
In Brugge zijn er bij het vaststellen van de straf andere normen gehanteerd dan in Gent. Enkel de priesters van wie uitdrukkelijk vaststond dat ze met misbruik van hun machtspositie anaal geslachtsverkeer hadden gehad met inbegrip van zaaduitstorting, werden tot de brandstapel verwezen. In Brugge zijn de daders, de oudere paters, veroordeeld, in Gent de jonge novicen die zich hadden laten misbruiken. Onmiddellijk na het vellen van het vonnis op 26 juli 1578 hadden de terechtstellingen plaats van drie grauwbroeders-priesters op de Burg: crematie na wurging. Hun verbrande lichamen werden, uit consideratie voor hun priesterlijke staat, in gewijde aarde begraven. Twaalf beschuldigden werden gegeseld en uit de stad weggejaagd.

## Politieke doeleinden
De straffen en terechtstellingen op 28 juni in Gent en op 26 juli in Brugge hadden zware gevolgen voor de bedelmonniken. In Gent verlieten de augustijnen, de karmelieten, de dominicanen en de minderbroeders hun klooster. De kerken van de karmelieten en de dominicanen werden leeggehaald en witgekalkt tot calvinistische preekkerken. De augustijnenkerk werd gesloopt. De inboedel van de vier kloosters kwam onder de veilinghamer, de bibliotheken werden overgebracht naar het stadhuis. Het gymnasium en de theologische opleiding verhuisden van het ene klooster naar het andere, tot ze in 1580 samen onderdak vonden in het dominicanenklooster. Beide instellingen, bemand met top-leraren en theologen, kregen een nationale betekenis. In Brugge werd het grauwbroedersklooster verkocht en afgebroken, teneinde elke herinnering aan de verdorven communauteit uit te wissen. 
In de beide steden werden de leden van de vier bedelorden uiteindelijk weggejaagd. 
Voor het gerechtelijk onderzoek zijn er totaal zesendertig minderbroeders en augustijnen gearresteerd. Acht van hen zijn om sodomie op de brandstapel terechtgesteld, één werd postuum gecremeerd. Zeventien monniken werden weggejaagd. Het mysterieuze overlijden van de gevangen monniken Jan d’Hamere in Gent en Jacob Speelman in Brugge geeft de gebeurtenissen een haast hallucinant karakter. Lang ook is allicht in de herinnering het laffe verraad blijven hangen van de sterke man van Gent tegenover zijn petekind. Daarmee is meteen aangetoond dat het optreden tegen de biddende orden vooral politieke doeleinden had. De schanddaden zijn door de calvinistische machthebbers aangegrepen om de bevolking tegen de geestelijkheid op te hitsen en vervolgens met grote voortvarendheid de gereformeerde religie in te voeren en het katholicisme te verbieden. 
Na Gent en Brugge was in haast alle Nederlandse steden de bedelorden hetzelfde verbanningslot beschoren.
Enkel de legendarische broeder Cornelis van Dordrecht mocht ongehinderd en helemaal alleen in Brugge blijven.

## In de historiografie
De sodomieprocessen in Gent en Brugge zijn niet onbekend in de geschiedschrijving, maar toch steeds uiterst omzichtig behandeld. De bladzijden daarover in de stadskroniek van Gent zijn uitgescheurd. In het Gentse Bouc van den Crime zijn de protocollen van de verhoren verdwenen. Hetzelfde geldt voor het Bouc van den Steene in Brugge: uitgescheurd. Maar voor die laatste stad zijn de processen-verbaal van enkele verhoren in de folterkamer teruggevonden in een bundel zeer omstandige Interrogatoriën, tot voor kort weggemoffeld in het fonds Découvertes in het Rijksarchief Brugge. Het valt verder op dat er later nauwelijks gebruik is gemaakt van de sodomieprocessen voor apologetische doeleinden in de antikatholieke historiografie. Een bepaalde katholieke geschiedschrijving heeft geprobeerd de onschuld van de monniken aan te tonen. Nog in 2005 had een Brugse recensent het laatdunkend over "een overaccentueren van de ‘ontuchtige monniken’, 1578".